# Stanisław Antoni Haraschin
Stanisław Antoni Haraschin (ur. 26 maja 1888, zm. 8 marca 1960) – podpułkownik uzbrojenia Wojska Polskiego, nauczyciel i wykładowca z tytułem doktora.

## Życiorys
Urodził się 26 maja 1888. Uzyskał tytuł doktora. Po odzyskaniu przez Polskę niepodległości w 1918 został przyjęty do Wojska Polskiego. Został awansowany do stopnia majora uzbrojenia ze starszeństwem z 1 czerwca 1919, a następnie do stopnia podpułkownika uzbrojenia ze starszeństwem z 15 sierpnia 1924. W 1923, 1924 jako oficer Okręgowego Zakładu Uzbrojenia 5 (V) służył w Centralnym Składzie Amunicji Nr 4 w Krakowie. W 1928 był oficerem Inspekcji Technicznej Uzbrojenia. W 1932 służył w Departamencie Uzbrojenia Ministerstwa Spraw Wojskowych. W 1934 jako podpułkownik przeniesiony w stan spoczynku był przydzielony do Oficerskiej Kadry Okręgowej nr V jako oficer przewidziany do użycia w czasie wojny i pozostawał wówczas w ewidencji Powiatowej Komendy Uzupełnień Kraków Miasto.
Był profesorem gimnazjalnym oraz lektorem na Uniwersytecie Jagiellońskim.
Zmarł 8 marca 1960 w Krakowie. Został pochowany na cmentarzu Rakowickim w Krakowie 11 marca 1960.

## Ordery i odznaczenia
- Złoty Krzyż Zasługi – 10 listopada 1938 „za zasługi w służbie wojskowej”[14]